# Soudce Alexandr
Soudce Alexandr je český televizní pořad z justičního prostředí, premiérově vysílaný v letech 2017–2019 na TV Barrandov. Celkem bylo natočeno 388 dílů, z toho 85 v roce 2017, 179 v roce 2018 a 124 v roce 2019.

## O pořadu
Pořad je jednou z obdob Soudkyně Barbary, je situován do soudní síně, kde se odehrávají soudní líčení dle skutečných příběhů. Případy řeší JUDr. Alexandr Záhorský, přísný, ale spravedlivý a empatický soudce, který dbá na správné chování v soudní síni. Nevhodné chování účastníků řeší pořádkovými pokutami, zpravidla nejprve ve výši 2 500 Kč, poté výši pokuty může zvyšovat (5 000 Kč, 10 000 Kč...). V některých dílech, kde je již situace mezi účastníky velmi vyhrocená, může soudce zavolat i justiční stráž, která buďto uklidní, nebo vyvede účastníky, kteří se chovají agresivně. Postavu soudce Alexandra Záhorského hraje Jan Fišar.
V soudní síni mají zásadní postavení též právní zástupci, z nichž každý je typický svou povahou a způsobem, jakým se snaží dosáhnout úspěchu svého klienta. Po přechodu na nový styl natáčení v roce 2018 zmizelo několik právních zástupců, které nahradili jiní, např. JUDr. Kateřina Holá, kterou hrála Lucia Jagerčíková, se vyskytovala v seriálu pouze v roce 2017, kdy seriál začínal. Celou dobu trvání seriálu v něm působila Eva Režnarová jako JUDr. Světlana Štruncová, nebo Luboš Dvořák jako JUDr. Petr Navrátil. Nejoblíbenější herečky mezi diváky jsou sestry Eva Hráská a Marie Křížová, které hrály právničky JUDr. Evu Wolfovou a JUDr. Marii Böhmovou, známé pro svůj svérázný přístup během řízení a vzájemné hádky, pokud byly přítomny obě dvě.
Účastníci řízení se pro snadnější orientaci diváků nazývají jako navrhovatel a odpůrce. Toto označování je však již zastaralé, oficiálně se používalo do 31. prosince 2000, od té doby jsou pro účastníky soudního řízení používány termíny žalobce a žalovaný. Dalšími účastníky jsou většinou dva svědci, jeden z nich vypovídající pro stranu navrhovatele a druhý pro odpůrce. Účastníky hrají obvykle komparzisté, kteří se mnohdy vyskytují ve vícero dílech v jiných rolích.

## Obsazení
| Jan Fišar             | JUDr. Alexandr Záhorský     |
| Eva Blahýnková-Hráská | JUDr. Eva Wolfová           |
| Marie Křížová         | JUDr. Marie Böhmová         |
| Eva Režnarová         | JUDr. Světlana Štruncová    |
| Jaroslav Mendel       | JUDr. Ernest Sadowski       |
| Vladimír Polák        | JUDr. Vladimír Němec        |
| Luboš Dvořák          | JUDr. Petr Navrátil         |
| Jiří Šafránek         | JUDr. Jiří Fišar            |
| Pavel Hermanovský     | JUDr. Leopold Lánský, Ph.D. |
| Lucia Jagerčíková     | JUDr. Kateřina Holá         |
| neznámá herečka       | JUDr. Daniela Petrová       |